# هربرت مولنبرگ
هربرت مولنبرگ (انگلیسی: Herbert Mühlenberg؛ زادهٔ ۲۳ آوریل ۱۹۴۹) بازیکن فوتبال اهل آلمان است.
از باشگاه‌هایی که در آن بازی کرده‌است می‌توان به باشگاه فوتبال اسنابروک اشاره کرد.